# Impala zwyczajna
Impala zwyczajna (Aepyceros melampus) – gatunek ssaka z podrodziny antylop (Antilopinae) w obrębie rodziny wołowatych (Bovidae), licznie występujący w południowej Afryce.

## Taksonomia
Gatunek po raz pierwszy zgodnie z zasadami nazewnictwa binominalnego opisał w 1812 roku niemiecki przyrodnik Martin Lichtenstein nadając mu nazwę Antilope melampus. Holotyp pochodził z Khosis, w dystrykcie Kuruman, w Prowincji Przylądkowej Północnej, w Południowej Afryce. 
Ostatnie badania morfologiczne i molekularne nie wyróżniają żadnego podgatunku A. melampus i podnoszą poprzedni podgatunek petersi do rangi odrębnego gatunku. Niektóre wcześniej opisane podgatunki to: melampus (synonimy pallah i typicus), johnstoni (synonim holubi), suara (synonim rendilis) oraz katangae. Dowody molekularne wskazują na przynależność regionalną i pewne zróżnicowanie genetyczne między północną a południową częścią środkowej Tanzanii. Autorzy Illustrated Checklist of the Mammals of the World uznają ten gatunek za monotypowy. 

### Etymologia
- Aepyceros: gr. αιπυς aipus „wysoki”; κερας keras, κερατος keratos „róg”[13].
- melampus: gr. μελαμπους melampous, μελαμποοδς melampodos „czarnonogi”, od μελας melas, μελανος melanos „czarny”; πους pous, ποδος podos „stopa, noga”[14].

## Zasięg występowania
Impala zwyczajna występuje w Kenii, Ugandzie, Rwandzie, Tanzanii, Mozambiku, Malawi, Zambii, Zimbabwe, północnej i wschodniej Botswanie, południowo-wschodniej Angoli, północno-wschodniej Namibii, północno-wschodniej Południowej Afryce i Eswatini. Introdukcje głównie w dawnym rozmieszczeniu w Południowej Afryce, ale także w Namibii.

## Morfologia
Długość ciała (bez ogona) samic 125–130 cm, samców około 130–135 cm, długość ogona 25–30 cm, długość ucha 15 cm, wysokość w kłębie samic 86 cm, samców 91 cm dla populacji południowej, samic 90 cm, samców 98 cm dla populacji północnej; masa ciała samic 43–47 kg, samców 57–60 kg dla populacji południowej, samców 64 kg dla populacji północnej. Wzór zębowy: I {\displaystyle {\tfrac {0}{3}}} C {\displaystyle {\tfrac {0}{1}}} P {\displaystyle {\tfrac {3}{3}}} M {\displaystyle {\tfrac {3}{3}}} (x2) = 40.

## Środowisko życia
Impala zwyczajna żyje na zadrzewionej sawannie, gdzie rozległe przestrzenie trawiaste przechodzą w kolczaste zarośla. Występuje w Afryce Środkowej i Południowej.

### Rozmnażanie
Ruja występuje na początku pory deszczowej – w kwietniu i maju. Ciąża trwa 180-204 dni. Młode: 1, rzadziej 2. Żyje koło 18 lat.

### Tryb życia
Odżywia się trawami i ziołami, liśćmi drzew i krzewów. Aktywna za dnia i nocą. Przebywa w pobliżu wody. Impala przebywa w stadach liczących do 25 osobników, przewodzonych przez samca. W porze suchej tworzą się stada liczące nawet setki osobników. Wrogami impali są lew afrykański (Panthera leo), lampart plamisty (Panthera pardus), gepard grzywiasty (Acinonyx jubatus) i likaon pstry (Lycaon pictus). 

### Inne
Osiąga prędkość do 60 km/h.
W czasie biegu wykonuje skoki w dal 8–9 m i wzwyż 2–3 m.

## Ochrona
W Czerwonej księdze gatunków zagrożonych Międzynarodowej Unii Ochrony Przyrody i Jej Zasobów został zaliczony do kategorii LC (najmniejszej troski).